# KBS1
KBS1 är en sydkoreansk TV-kanal som ägs av Korean Broadcasting System. Kanalen har allmänt inriktning med ett stort inslag av intellektuellt och koreaniskt innehåll. Detta innefattar bland annat nyheter och aktuella frågor, kultur, sport, underhållning, drama, talkshows och barnprogram.